# Aleksandr Petrov (luchador)
Aleksandr Petrovich Petrov, (en ruso Александр Петрович Петров) (nacido el 23 de septiembre de 1876, fallecido en febrero de 1941.) - Luchador ruso que compitió en estilo grecorromana. Obtuvo la medalla de plata en los Juegos Olímpicos de Londres 1908, siendo derrotado en la final por el húngaro Richárd Weisz.